# Noémi Mercier
Noémi Mercier est une journaliste, animatrice et chroniqueuse québécoise née le 28 décembre 1976 à Loretteville.

## Biographie
Née le 28 décembre 1976 à Loretteville d'une mère d'origine haïtienne arrivée au Canada en 1965 et d'un père officier des Forces armées canadiennes, Noémi Mercier détient un baccalauréat en psychologie de l'Université McGill. Elle commence sa carrière en communication au journal étudiant Montréal Campus de l'Université du Québec à Montréal. 
Elle signe ensuite plusieurs reportages pour la revue Québec Science. Elle collabore au magazine L'Actualité de 2010 à 2020. Elle rédige notamment de 2014 à 2019 la série de chroniques Des gars, des filles sur l'inégalité des genres. Son enquête Crimes sexuels : le cancer qui ronge l'armée canadienne est en lice pour le prix Michener (en) et le prix Albert-Londres, et est récompensée par le grand prix Judith-Jasmin en 2014. Mercier commente aussi la campagne électorale fédérale de 2018 pour le balado Esprit de campagne de L'Actualité.
Sur les ondes de Télé-Québec, Noémi Mercier anime la série historique Kebec pendant les trois premières saisons de 2018 à 2021,. Elle est à la barre des émissions Longueur d’onde à l'été 2019 et Faut se parler à l'hiver 2021 sur la Première Chaîne de la radio de Radio-Canada. Ses participations à d’autres émissions télévisées et radiophoniques incluent Le Code Chastenay, L'après-midi porte conseil, Plus on est de fous, plus on lit, Dans les médias, et Pas tous en même temps. 
En tant que déléguée de la Fédération professionnelle des journalistes du Québec, Noémi Mercier siège au conseil d'administration du Conseil de presse du Québec pour le mandat 2018-2020.
Elle contribue à l'ouvrage collectif Les superbes : une enquête sur le succès et les femmes.
Le 24 novembre 2020, le journal Le Soleil révèle que Noémi Mercier sera la principale cheffe d'antenne des bulletins télévisés du réseau Noovo, à compter du printemps 2021. Elle anime Le Fil 17 pour la première fois le lundi 29 mars 2021. Elle se distingue en remportant le prix Médias Dynastie pour l'animatrice télé de l'année. Après son dernier bulletin en juin 2022, elle devient animatrice et productrice au contenu de documentaires chez Noovo. 
Elle participe au documentaire Janette et filles de la réalisatrice Léa Clermont-Dion, puis signe la réalisation de L'Affaire Chantale Daigle, qui documente l'opération secrète menant à l'avortement de Chantale Daigle aux États-Unis en 1989. En avril 2023, Noémi Mercier raconte le combat des aînés de la résidence Mont-Carmel contre la rénoviction dans Évincés: les aînés contre-attaquent, qui remporte un prix Judith-Jasmin. 
À partir de septembre 2023, elle commente l'actualité à l'émission quotidienne Zone Info avec Gérald Fillion sur ICI RDI. En réaction au blocage de nouvelles sur Facebook et Instagram, Noémi Mercier devient porte-parole de la campagne À la source, qui vise à sensibiliser le public à l'importance de soutenir les médias locaux pour obtenir une information de qualité. Elle collabore occasionnellement à la section Dialogue de La Presse.

## Récompenses
- 2006 - Prix de l'Association québécoise des éditeurs de magazines, catégorie « Relève »[23]
- 2007 - Médaille d'or du magazine canadien, catégorie « Science, technologie et environnement »[24]
- 2007 - Prix Judith-Jasmin, catégorie « Grand reportage »
- 2008 - Prix mondial Reuters-UICN 2008 d’excellence en journalisme environnemental[25]
- 2008 - Prix de l'Association québécoise des éditeurs de magazines, catégories « Reportage » et « Dossier thématique »[26]
- 2010 - Médaille d'or du magazine canadien, catégorie « Science, technologie et environnement »[27]
- 2010 - Prix de l'Association québécoise des éditeurs de magazines, catégorie « Reportage » et Prix Jean-Paré[28]
- 2011 - Prix de l’Association québécoise des éditeurs de magazines, catégories « Interview » et « Portrait »[29]
- 2012 - Prix Judith-Jasmin, catégorie « Portrait et entrevue »
- 2012 - Prix des Magazines du Québec, catégorie « Portrait »[30]
- 2014 - Grand prix Judith-Jasmin
- 2015 - Médaille d'or des Prix du magazine canadien, catégories « Reportage d’enquête » et « Politique et intérêt public »[31]
- 2018 - Médaille d'or des Prix du magazine canadien, catégorie « Chronique »[32]
- 2018 - Gala Dynastie, catégorie « Journaliste presse écrite de l'année »[33]
- 2021 - Médaille d'or des Prix du magazine canadien, catégorie « Chronique »[34]
- 2021 - Médaille d'or des Prix d'excellence en publication numérique, catégorie « Chronique »[35]
- 2022 - Prix Médias Dynastie, catégorie « Animatrice télé de l’année »[36]
- 2024 - Prix Judith-Jasmin, catégorie « Politique et enjeux de société »